# 20 nights
20 Nights è un film del 2006 diretto da Lâm Lê.

## Trama
Una donna francese passionale e vulcanica, cerca di evadere dal suo mondo andando a Giava. Un uomo, spirito libero di origine vietnamita, è orgoglioso di essere francese. Si incontrano e rifugiano uno nell'altro per 20 notti a Parigi, all’ombra di Notre Dame. 